# Tramvajová smyčka Podolská vodárna

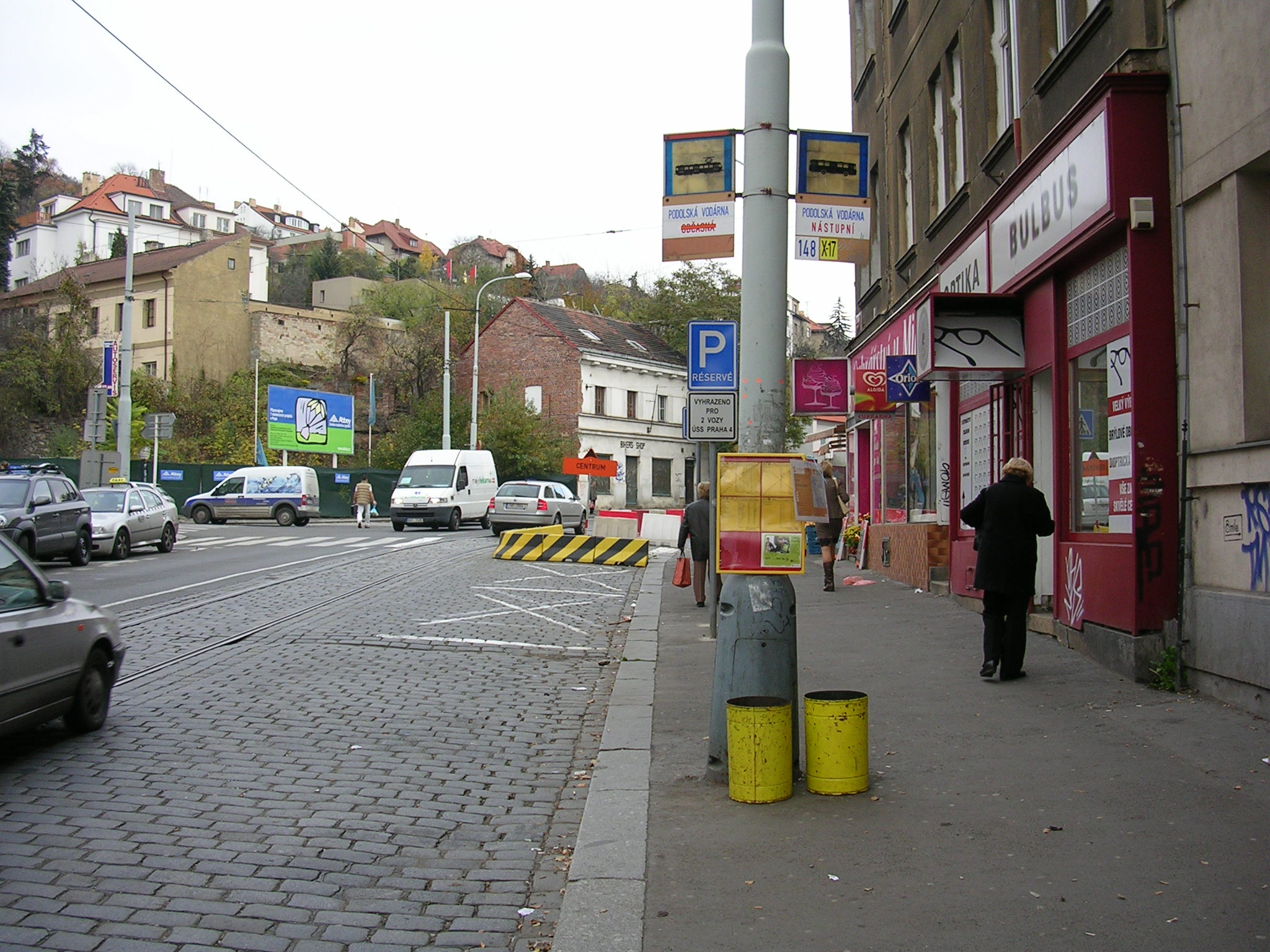
Část smyčky v ulici Podolská s výstupní zastávkou pro tramvaje a nástupní zastávkou pro autobusy

Podolská vodárna je bloková tramvajová smyčka v Praze, ve čtvrti Podolí. Nachází se vedle Podolské vodárny, podle které byla pojmenována. V roce 2018 byla bez pravidelného tramvajového provozu, její využití tramvajemi je hlavně během výluk. V ulicích, kudy smyčka prochází, se otáčí městská autobusová linka 134.
Nedaleko smyčky na tramvajové trati Palackého náměstí – Sídliště Modřany se nachází též stejnojmenná tramvajová zastávka.

## Historie výstavby
Obratiště bylo uvedeno do provozu 15. června 1956 ještě jako kolejový trojúhelník do Vodárenské ulice z důvodu probíhající přeložky tramvajové trati z Podolské ulice na Podolské nábřeží. Dne 29. listopadu 1957 se z trojúhelníku stala bloková smyčka ve stávající podobě. Jedinou větší rekonstrukcí od té doby byla výměna vjezdových výhybek.

## Popis

Schéma smyčky Podolská vodárna

Smyčka leží na severním okraji Podolí, vychází a ústí na Podolské nábřeží a prochází ulicemi Podolská a Vodárenská.
Smyčka je umístěna jako mezilehlá mezi zastávkami Podolská vodárna a Kublov s možností vjezdu a výjezdu oblouky z obou stran. Vjezdová kolej ze směru Podolská vodárna (z centra) překříží protisměrnou kolej a dostane se do ulice Podolská, ze směru Kublov (do centra) pouze odbočí z hlavní tratě vpravo a následně se obě koleje spojí. Dále následuje malé esíčko zhruba do středu ulice. Za ním začíná prostor výstupní zastávky pro tramvaje a nástupní zastávky pro autobusy. Kolej se po zhruba 25 metrech od čela zastávky stáčí doprava do další části ulice Podolská. V ní pokračuje asi 70 metrů rovně a poté se kolej stáčí opět vpravo do ulice Vodárenská, kde se nachází další rovný úsek dlouhý zhruba 90 metrů. V této ulici je nástupní zastávka pro tramvaje a výstupní zastávka pro autobusy. Na konci ulice je kolej rozdělena na dvě výjezdové koleje. Kolej pokračující vpravo se připojí k hlavní trati a pokračuje do centra, kolej pokračující vlevo nejprve překříží kolej hlavní trati ve směru do centra a připojí se ke koleji ve směru Kublov (z centra).
Koleje ve smyčce jsou klasické konstrukce a v celé délce zakryty žulovou dlažbou.

## Provoz
Smyčka je již od počátku provozu používána výhradně při výlukách, např. při uzavření Vyšehradského tunelu, kdy je používána ze směru Kublov, nebo při údržbě trati ve směru Braník a Modřany, kdy je používána ze směru Výtoň. Složení zastávek tramvají a autobusů umožňuje v tomto případě efektivní přestup mezi pravidelnou a náhradní dopravou.
Ulice, kterými smyčka prochází, jsou v současné době pravidelně využívány pro otáčení autobusů městské linky č. 134.

## Galerie

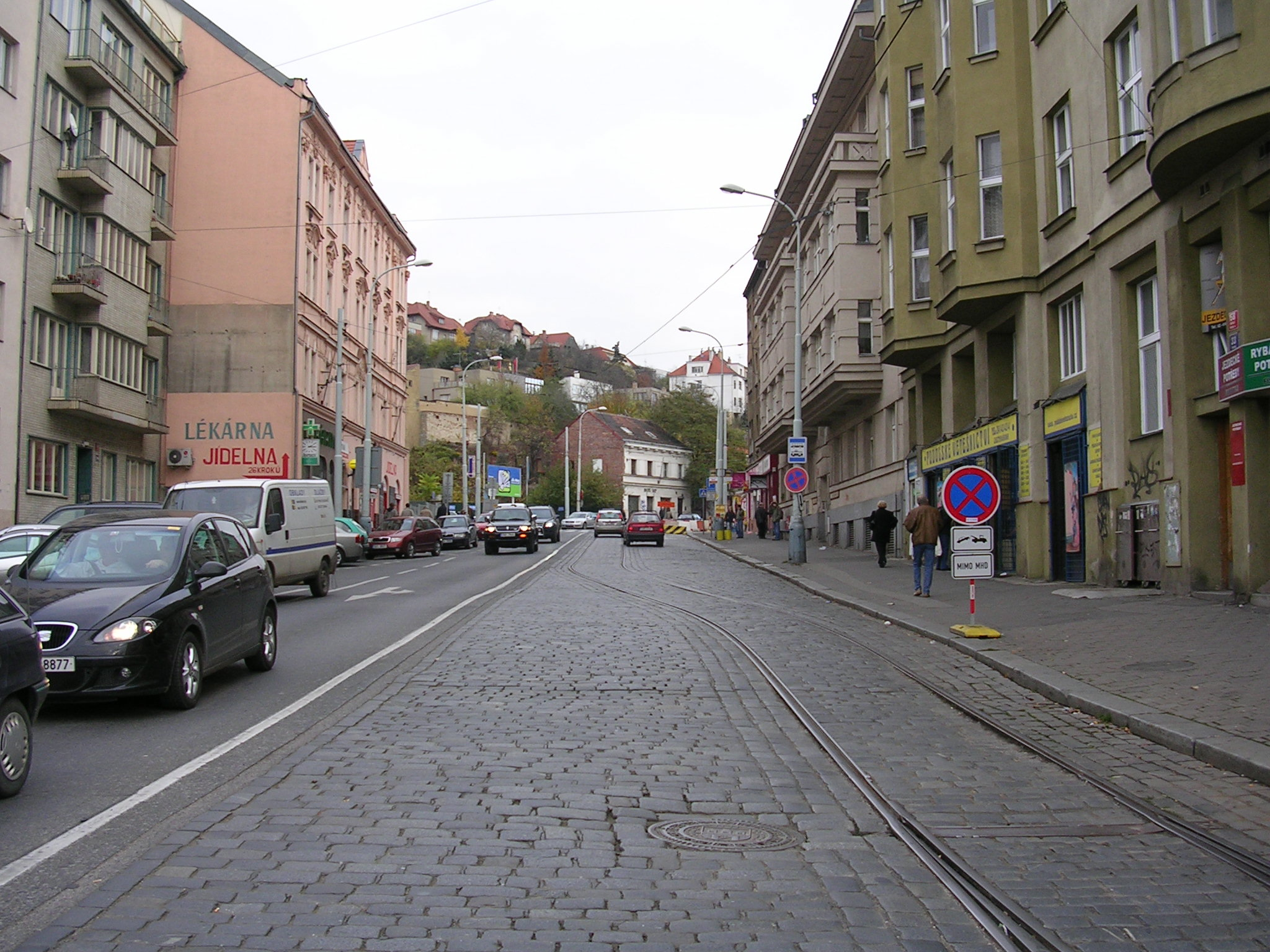
Podolská ulice za vjezdem do smyčky
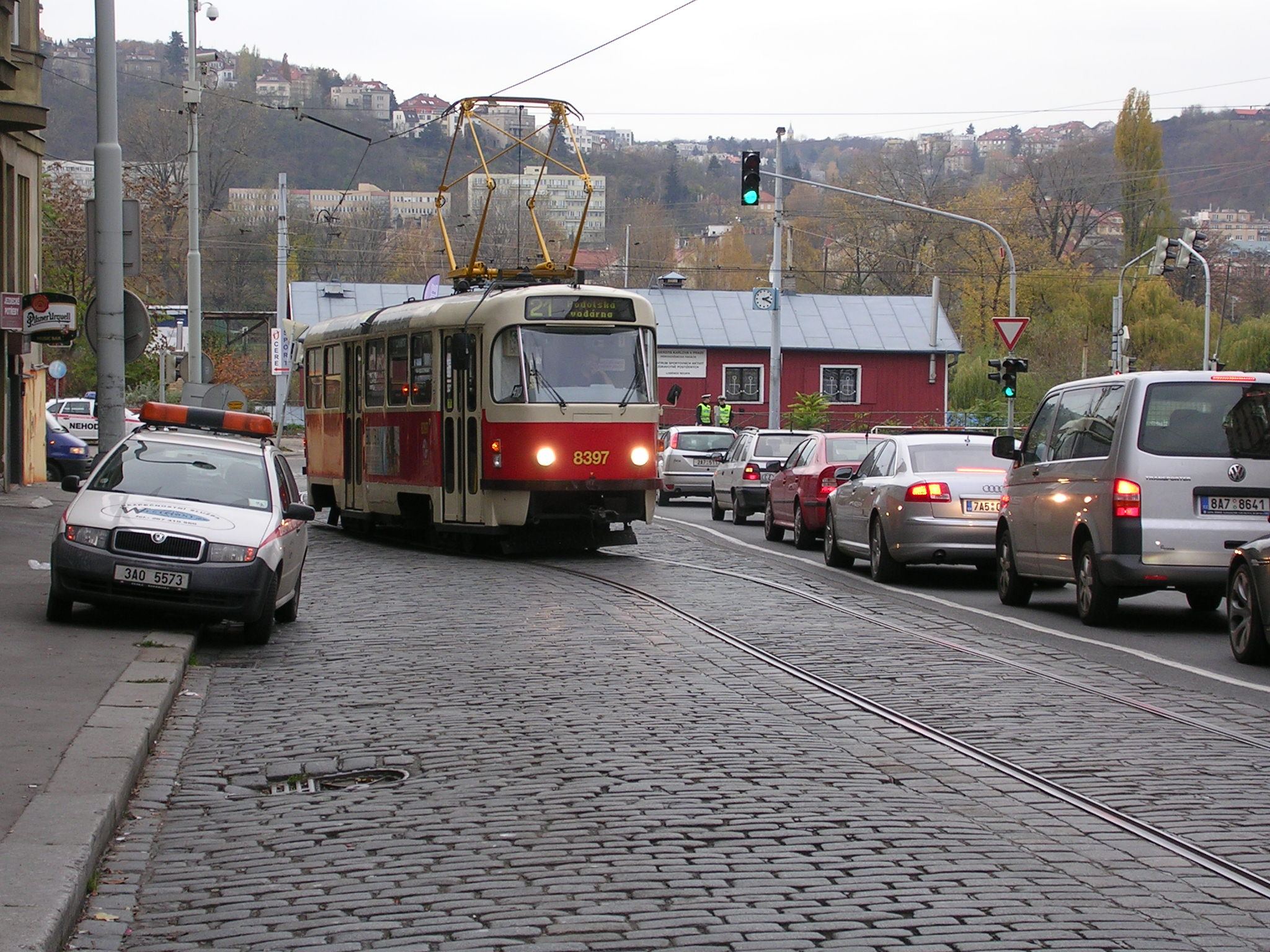
Tramvaj v Podolské ulici po vjezdu do smyčky
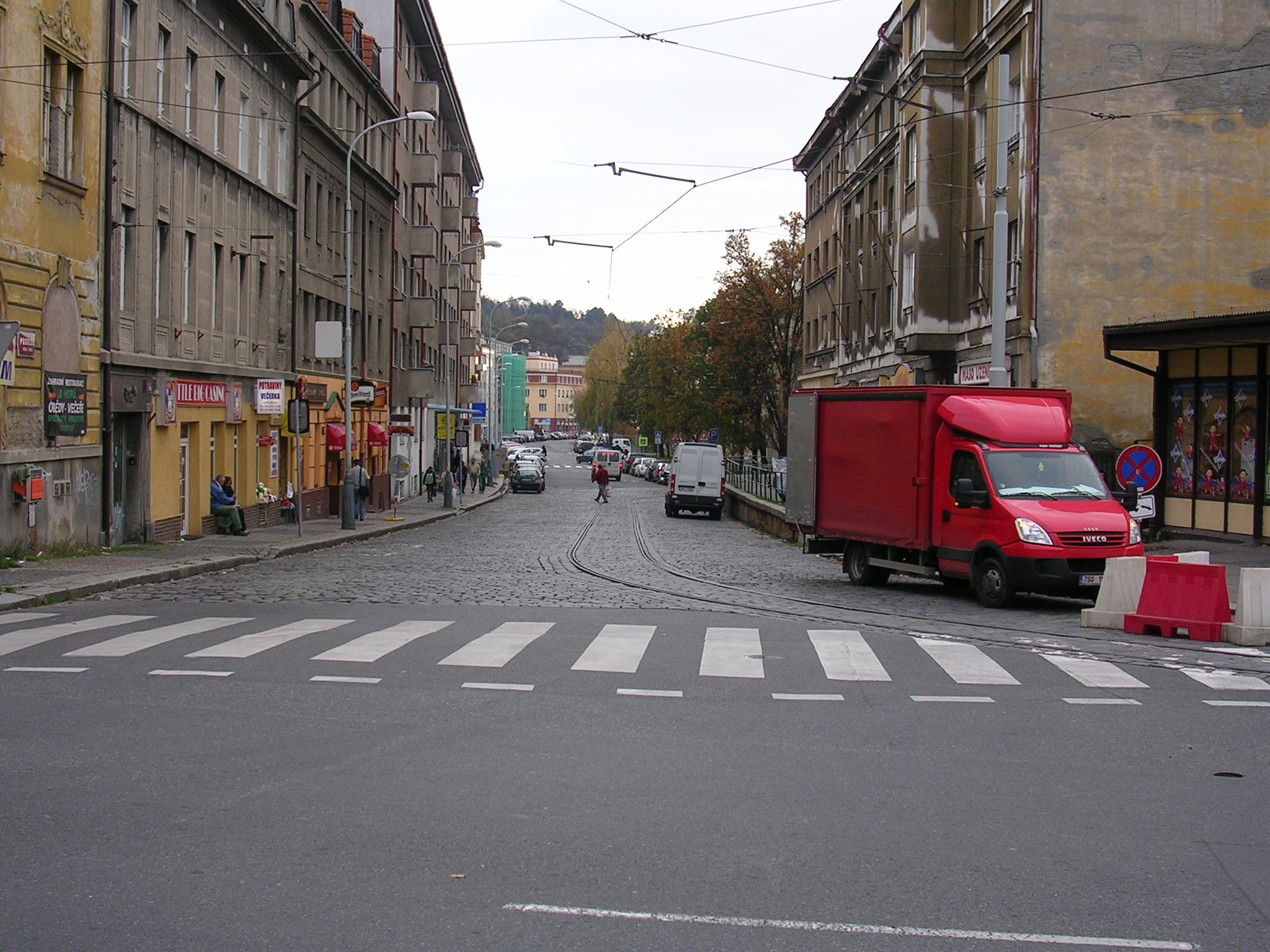
Druhá část ulice Podolská za prvním obloukem
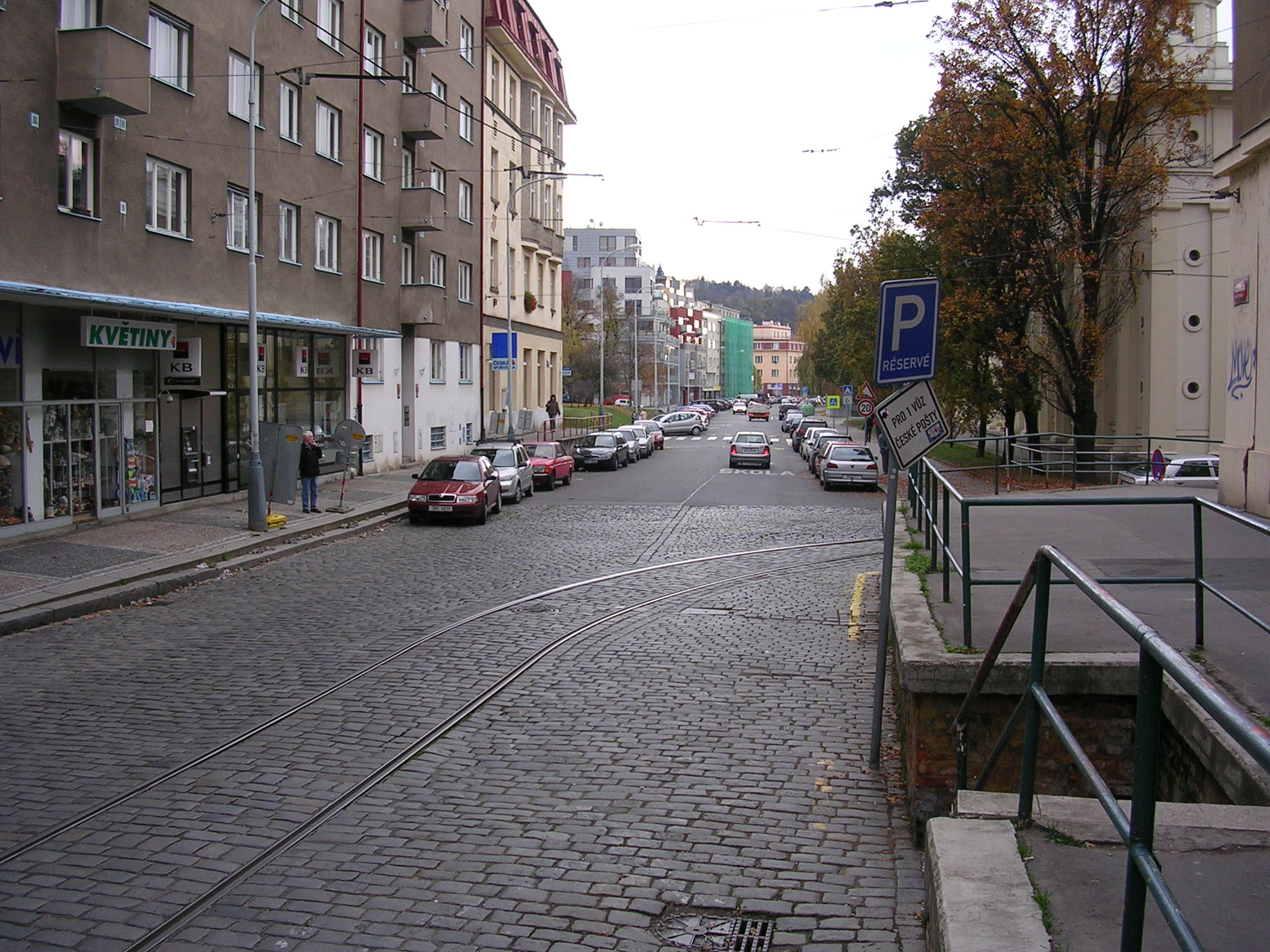
Oblouk z Podolské do Vodárenské
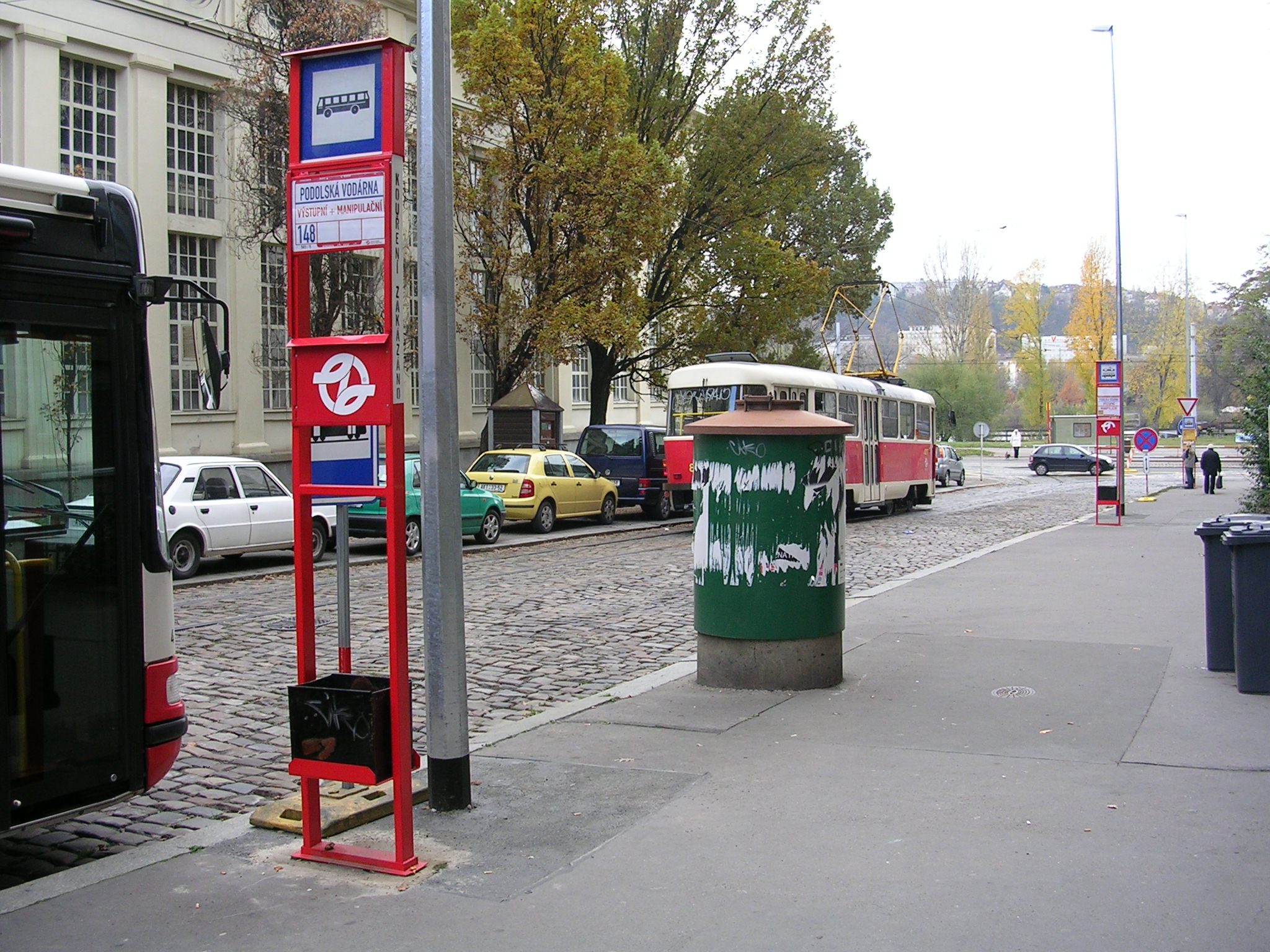
Zastávky ve Vodárenské ulici
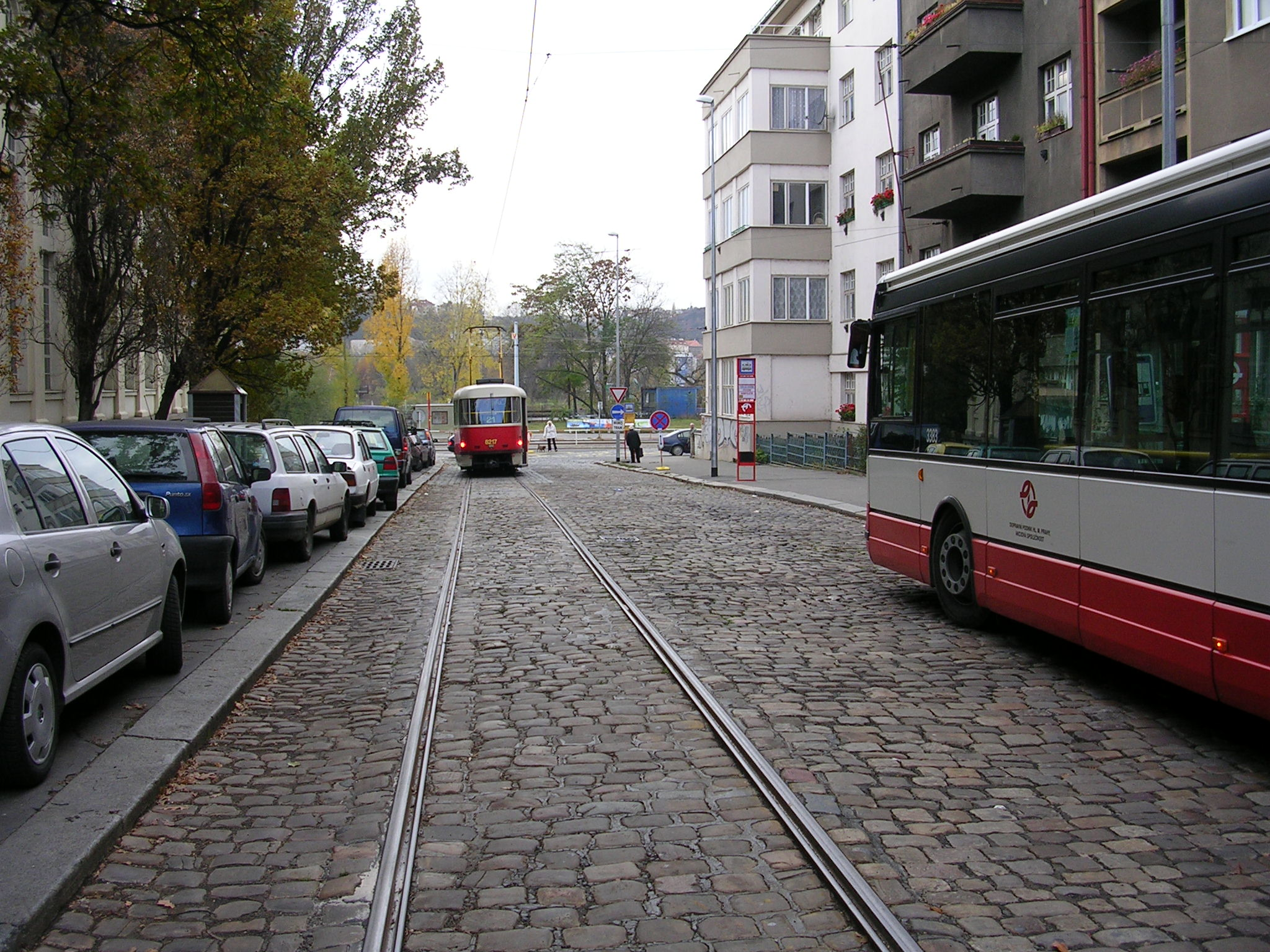
Pohled z Vodárenské ulice směr výjezd ze smyčky